# Jambol megye
Jambol megye (bolgárul: Област Ямбол) közigazgatási egység Bulgária déli részén.

## Földrajz
Jambol megye Bulgária délkeleti részén fekszik. Északról Szliven megye, keletről Burgasz megye, délről Görögország, nyugatról pedig Haszkovo megye határolja.
A megyét átszeli a Tundzsa folyó, ennek síksága födi le a megye területének nagy részét. A megye területének átlagos tengerszint fölötti magassága 100-130 m között váltakozik.
A megye északi részén az éghajlat konteninentális, délen mediterrán. 

## Történelem
A legrégebbi adatok, amelyek bizonnyítják, hogy a megyében létezett élet időszámításunk előtt a 7. századból származnak. Már a Római Birodalom idejében is sűrűn lakott volt ez a terület.
Később a Bizánci Birodalom fennhatósága alá került, majd Bulgária része lett.
1. ↑  http://www.nsi.bg/bg/content/2975/население-по-области-общини-местоживеене-и-пол